# Incidente ferroviario di Livraga
L'incidente ferroviario di Livraga è un deragliamento avvenuto il 6 febbraio 2020 che ha visto coinvolto un treno Frecciarossa 1000 in servizio tra Milano e Salerno, sulla linea ad alta velocità Milano-Bologna, nei pressi di Livraga.

## Dinamica
Il treno Frecciarossa 9595 era un collegamento operato da Trenitalia tutti i giorni feriali, con partenza dalla stazione di Milano Centrale alle ore 5:10 ed arrivo a Salerno alle ore 11:27. Giovedì 6 febbraio 2020 il servizio era espletato con il convoglio Frecciarossa 1000 numero 21. Il mezzo partì da Milano Centrale in orario, con a bordo 33 persone (28 passeggeri e 5 lavoratori del personale di bordo). Dopo il passaggio presso Melegnano, il convoglio raggiunse una velocità di circa 290 km/h, arrivando, alle ore 5:34, presso il posto di movimento di Livraga, situato nell'omonimo comune in provincia di Lodi, al km 166,252 della linea ad alta velocità Milano-Bologna.

A Livraga il treno transitò ad una velocità di circa 298 km/h sul deviatoio numero 5, che ha lo scopo di mettere in comunicazione i binari dell'alta velocità con quelli del posto di movimento, che utilizzati come binari di ricovero per mezzi di manutenzione di RFI. Il deviatoio è costruito per permettere ai treni di percorrerlo a piena velocità (cosiddetto corretto tracciato) nel caso in cui il treno debba proseguire per la linea AV, oppure a velocità ridotta nel caso in cui il mezzo debba essere ricoverato nel posto di movimento. 
La prima cassa si separò dal resto del convoglio e uscì completamente dai binari, ruotando di 180° e finendo prima contro dei mezzi di manutenzione stazionati su un binario di ricovero, a sinistra rispetto a quello di corsa, e infine, dopo aver sfondato una recinzione, adagiandosi su un fianco all'altezza del fabbricato di controllo del posto di movimento Livraga. Uno dei carrelli, staccatosi dalla cassa, abbatté parzialmente uno dei muri perimetrali dello stesso edificio. Il resto del convoglio continuò per un breve tratto la sua corsa fuori dai binari, nello spazio tra il binario dell'alta velocità ed un altro binario di servizio. Dopo poche centinaia di metri, la cassa 2 si ribaltò parzialmente, bloccando la corsa delle restanti unità del convoglio.

L'incidente provocò la morte dei due macchinisti e il ferimento di 31 tra le persone a bordo, portate negli ospedali di Castel San Giovanni, Codogno, Crema, Cremona, Lodi, Melegnano, Piacenza e Pavia e all'istituto Humanitas di Rozzano.

### Ipotesi sulle cause
A seguito dei riscontri avuti in occasione dei sopralluoghi svolti sul sito, delle simulazioni effettuate dai consulenti tecnici della Procura della Repubblica presso la postazione del Dirigente Centrale Operativo (DCO) di Bologna e dall'esame della documentazione acquisita dal gestore dell'infrastruttura e dell'impresa ferroviaria, si è ritenuto che la causa diretta dell'incidente è stata il posizionamento errato del deviatoio n. 5 (km 166,756 della linea AV/AC Milano - Bologna), disposto per la deviata (posizione rovescia) anziché per il corretto tracciato (posizione normale), in modo tale da indirizzare i convogli in arrivo verso i binari di ricovero anziché verso quelli della linea alta velocità. Le cause indirette dell'incidente, per quanto finora appurato, sono da attribuire ad un errore di cablaggio interno del circuito di controllo dell'attuatore n. 2 del telaio di punta del deviatoio n. 5, a causa del quale il segnale di controllo inviato al DCO di Bologna indicava che il deviatoio era posizionato verso il corretto tracciato anche se in realtà non lo era, e all'attività manutentiva svolta nel corso della notte precedente l'evento, che era stata svolta senza immobilizzare il deviatoio ed era stata conclusa in maniera inadeguata, senza verificare la concordanza tra la posizione del deviatoio rilevata e quella reale e senza procedere ad un collaudo efficace del componente poi risultato difettoso.
Il sistema di segnalamento ERTMS, utilizzato sulla ferrovia AV Milano-Bologna, ha fornito al personale di bordo una segnalazione di "via libera senza limitazioni con autorizzazione per i 300 km/h", in quanto, come già detto, lo scambio era erroneamente visto dai sistemi di controllo come posizionato in corretto tracciato, condizione che avrebbe reso possibile procedere senza restrizioni lungo il tratto di linea interessata, nella quale il limite di velocità, nelle normali condizioni operative, è appunto di 300 km/h. Quando il convoglio è transitato, la posizione del deviatoio, che in realtà era errata, ne ha causato il deragliamento.

## Danni alla linea e al materiale rotabile
L'incidente ha causato danni rilevanti alla prima vettura e alle due casse successive, suggerendo in un primo tempo di avviarle alla demolizione ad Ancona. 
Per le restanti unità che si sono adagiate tra i due binari si è valutato un recupero presso la Hitachi Rail di Pistoia, dove il mezzo era stato realizzato. I danni hanno riguardato soprattutto i carrelli e i punti di giunzione tra una cassa e l'altra. Le parti sottostanti delle casse sono state in parte ammaccate, alcune parti laterali si sono sganciate ed alcuni pannelli interni posti sul soffitto si sono staccati. Le fiancate delle casse si sono ammaccate in alcuni punti, e alcuni vetri si sono rotti a causa di alcune pietre poste sulla massicciata che sono volate in aria durante l'impatto.
Alla fine le otto casse sono state private dei carrelli, la componente più pesante, e portate in un deposito del gruppo FS ad Ancona. Sembra che poi, successivamente, le casse siano state trasportate presso lo stabilimento Hitachi Rail a Pistoia, per una possibile riparazione.
I danni all'infrastruttura di linea, gestita da Rete Ferroviaria Italiana (RFI), hanno interessato il deviatoio numero 5, alcuni binari di ricovero, un edificio del PM Livraga ed una parte della linea elettrica a 25 kV e sono stati quantificati per un costo complessivo di circa € 8.200.000,00.

## Vittime
- Giuseppe Cicciù, 51 anni, macchinista, di Cologno Monzese.
- Mario Di Cuonzo, 59 anni, macchinista, di Pioltello.[9]

## Conseguenze
L'evento ha avuto particolare risalto a livello nazionale, essendo il primo (e finora unico) incidente mortale avvenuto sulla rete ad alta velocità italiana dalla sua entrata in esercizio nel 2005. Nella giornata seguente le organizzazioni sindacali di categoria hanno indetto uno sciopero di due ore, chiedendo alle imprese ferroviarie che gli importi trattenuti dagli stipendi degli aderenti allo sciopero fossero devoluti alle famiglie dei due macchinisti deceduti. La richiesta è stata accolta.
Pochi giorni dopo, Trenitalia ha deciso di non utilizzare più il numero identificativo 9595 per indicare un suo collegamento e la corsa in partenza da Milano per Salerno alle 5:10 è stata rinominata Frecciarossa 9505.
Sono state aperte indagini dalla procura di Lodi, dalla Divisione Generale per le Investigazioni Ferroviarie e Marittime  (DiGIFeMa) del Ministero delle Infrastrutture e dei Trasporti,  dal gestore dell'infrastruttura (RFI) e dalla società di trasporto (Trenitalia) che hanno avviato una commissione di inchiesta.
Il tratto tra Milano e Piacenza della linea ad alta velocità Milano-Bologna è rimasto interrotto alla circolazione per i lavori di ripristino fino al 1º marzo 2020.

## Antefatti
Al momento dell'incidente, nella tratta, le condizioni meteorologiche e la visibilità esterna erano buone.
Nella tratta in esame, al momento dell'evento, non erano in atto lavorazioni al binario né ad altre parti dell'infrastruttura, ma nelle ore precedenti, durante il periodo di interruzione notturna del servizio, erano state effettuate le seguenti lavorazioni, rivelatesi in seguito correlate all'incidente:
- rinnovo dei tre attuatori oleodinamici del telaio e del cuore del deviatoio n. 5;[5]
- rinnovo dell'attuatore oleodinamico del telaio del deviatoio n. 6;[5]
- rinnovo dell'attuatore oleodinamico del telaio del deviatoio n. 10.[5]

## Indagini
Dagli accertamenti tecnici e dai controlli ripetibili e irripetibili effettuati dalla Polizia Scientifica e dal personale di RFI ai deviatoi 05 e 09 presso il PM Livraga, sul luogo dell'incidente, il 12 febbraio 2020, e a quelli effettuati in data 22 e 23 febbraio 2020, in presenza del Sostituto Procuratore della Repubblica di Lodi, in collegamento telefonico con il Regolatore della Circolazione (RdC) e il Dirigente Centrale Operativo (DCO) presso il banco di manovra situato a Bologna, si è evidenziato che l'attuatore del telaio di punta del deviatoio oleodinamico 05 aveva un comportamento anomalo, a causa del quale nella mattina del 6 febbraio l'itinerario di corretto tracciato per il libero transito sul binario dispari era configurato per la deviata pur risultando corretto sul banco del DCO. Sulla base di quanto appreso e della documentazione fornita dal gestore dell'infrastruttura le procedure con cui sono state effettuate le attività manutentive svolte nella notte compresa tra il 5 e il 6 febbraio non sono state concluse in maniera conforme ed efficace.
Il 3 luglio 2023 sono stati condannati 2 operai di RFI addetti alla manutenzione, mentre due quadri e un funzionario erano in attesa di processo.